# وانیل (سرده)

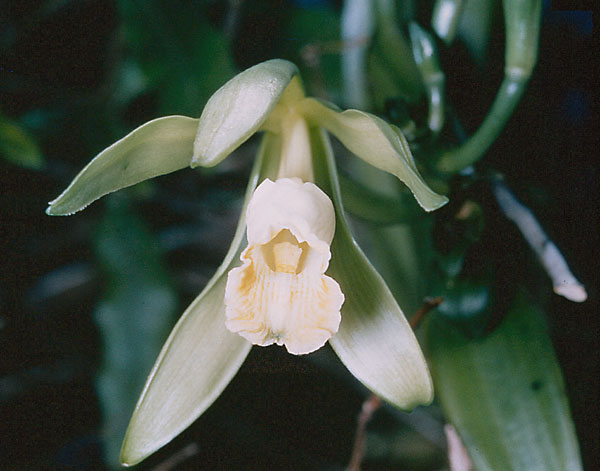

وانیل (نام علمی: Vanilla) گلهایی معمولاً با شکل و رنگ عجیب دارند و سیستم خاصی برای انتقال گرده گل به حشرات مهمان دارند. دانه این گیاه جزو کوچک‌ترین دانه گیاهان در جهان است. بسیاری از گونه‌های این گل نمی‌توانند بدون وجود نوع قارچ به رشد خود ادامه دهند.
این گیاهان گلدار بسیار زیبا، دارای بیش از ۱۵۰۰۰ نوع هستند و بیشتر در جنگل‌های پرباران مناطق گرم، یافت می‌شوند. ریشه ی آن‌ها مواد غذایی درون هوای مرطوب را جذب می‌کند. معمولاً هر نوع ثعلب، توسط یک نوع حشره بارور می‌شود، اما برخی از آن‌ها توسط حلزون یا مرغ‌های مگس خوار گرده افشانی می‌شوند. قیمت برخی از ثعلب‌های کمیاب، برابر با قیمت یک اتومبیل است.
ثعلب در ایران در تولید شیرینی و بستنی استفاده می‌شود.

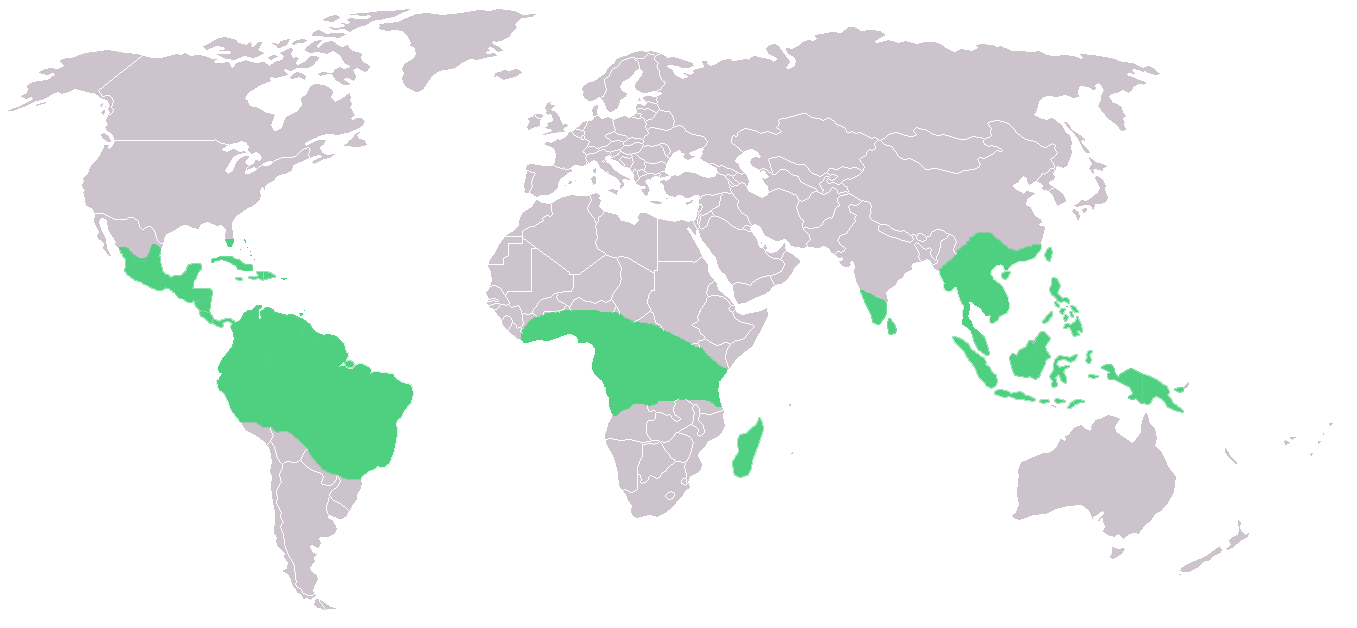
پراکنش گونه‌های ثعلب در جهان.

## نگارخانه

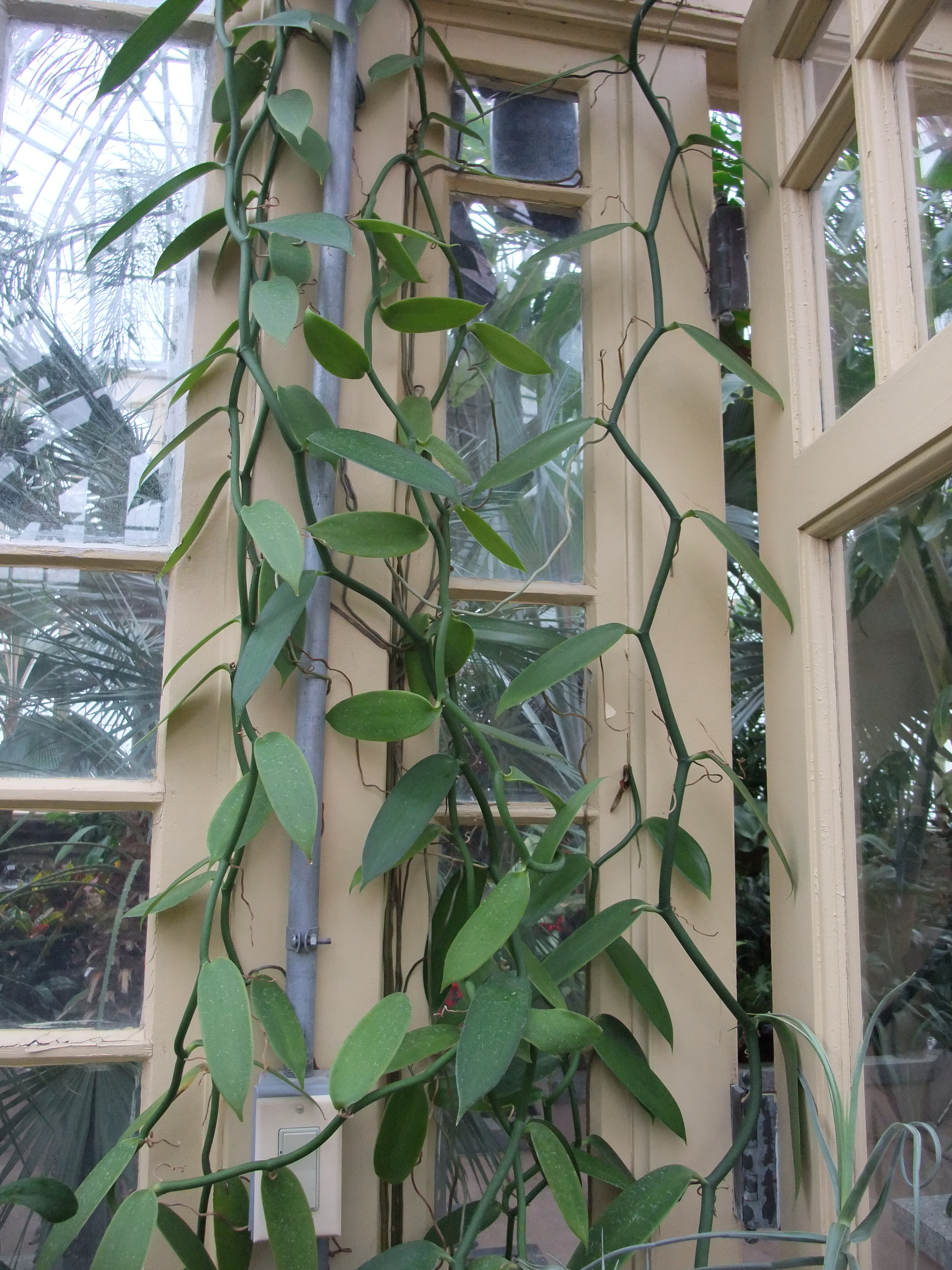